# Serra da Cutia nationalpark
Serra da Cutia nationalpark är en nationalpark i Brasilien. Den ligger i kommunen Guajará-Mirim och delstaten Rondônia, i den västra delen av landet, 1 800 km väster om huvudstaden Brasília.
I omgivningarna runt Serra da Cutia nationalpark växer i huvudsak städsegrön lövskog. Trakten runt Serra da Cutia nationalpark är nära nog obefolkad, med mindre än två invånare per kvadratkilometer. Savannklimat råder i trakten. Årsmedeltemperaturen i trakten är 23 °C. Den varmaste månaden är augusti, då medeltemperaturen är 24 °C, och den kallaste är maj, med 22 °C. Genomsnittlig årsnederbörd är 1 881 millimeter. Den regnigaste månaden är februari, med i genomsnitt 323 mm nederbörd, och den torraste är juli, med 11 mm nederbörd.